# Djigui Diarra
Djigu Diarra (né le 27 février 1995 à Bamako au Mali) est un footballeur international malien, qui évolue au poste de gardien de but.
Il évolue actuellement avec l'équipe des Young Africans en Tanzanie.
Son modèle est Manuel Neuer.

## Biographie

### Carrière en club
Il participe avec le Stade malien, à la Ligue des champions d'Afrique et à la Coupe de la confédération.

### Carrière en sélection
Avec les moins de 20 ans, il dispute la Coupe du monde des moins de 20 ans 2015 organisée en Nouvelle-Zélande. Malgré une blessure survenue quelques mois plus tôt, il officie comme gardien titulaire lors du tournoi, prenant part à sept matchs. Le Mali se classe troisième du mondial. Il participe ensuite avec la sélection olympique, à la Coupe d'Afrique des nations des moins de 23 ans 2015 qui se déroule au Sénégal.
Il reçoit sa première sélection en équipe du Mali le 5 juillet 2015, contre la Guinée-Bissau (victoire 3-1).
Il participe ensuite au championnat d'Afrique des nations 2016 organisé au Rwanda. Le Mali atteint la finale de cette compétition, en étant battu par la République démocratique du Congo.
En janvier 2017, il est retenu par le sélectionneur Alain Giresse afin de participer à la Coupe d'Afrique des nations 2017 qui se déroule au Gabon. Il participe successivement à la Coupe d'Afrique des nations 2019 puis à la Coupe d'Afrique des nations 2021.
Le 2 janvier 2024, il est retenu dans la liste des vingt-sept joueurs maliens sélectionnés par Éric Chelle pour disputer la Coupe d'Afrique des nations 2023.

## Palmarès
Mali -20 ans
- Coupe du monde des moins de 20 ans
  - Troisième : 2015

 Mali
- Championnat d'Afrique des nations
  - Finaliste : 2016

 Stade malien
| - Championnat du Mali (4) : - Champion : 2012-13, 2013-14, 2014-15 et 2016. - Coupe du Mali (1) : - Vainqueur : 2013. |  | - Supercoupe du Mali (2) : - Vainqueur : 2014 et 2015. |